# Melodifestivalen 2018
Melodifestivalen 2018 – 57. edycja festiwalu, będącego szwedzkimi eliminacjami do 63. Konkursu Piosenki Eurowizji. Półfinały odbyły się kolejno: 3, 10, 17 i 24 lutego, koncert drugiej szansy – 3 marca, a finał – 10 marca. Podczas rund półfinałowych o wynikach decydowali telewidzowie za pomocą głosowania telefonicznego, natomiast reprezentanta wybrali wraz z międzynarodową komisją jurorską.
Selekcje wygrał Benjamin Ingrosso z utworem „Dance You Off”, zdobywając w sumie 181 punktów w finale eliminacji.

## Format
Dwudziestu ośmiu uczestników podzielono na cztery siedmioosobowe półfinały. Z każdego półfinału dwójka najlepszych uczestników otrzyma automatyczny awans do finału. Laureaci trzeciego oraz czwartego miejsca półfinałów zakwalifikowani zostali do etapu drugiej szansy, z którego kolejna czwórka awansowała do wielkiego finału.

### Harmonogram
Tradycyjnie każdy etap odbywał się w innym szwedzkim mieście, a finał został zorganizowany w Friends Arena w Solnie na północ od centrum Sztokholmu.
| Data      | Miasto       | Miejsce            | Etap                         |
| --------- | ------------ | ------------------ | ---------------------------- |
| 3 lutego  | Karlstad     | Löfbergs Arena     | Półfinał 1                   |
| 10 lutego | Göteborg     | Scandinavium       | Półfinał 2                   |
| 17 lutego | Malmö        | Malmö Arena        | Półfinał 3                   |
| 24 lutego | Örnsköldsvik | Fjällräven Center  | Półfinał 4                   |
| 3 marca   | Kristianstad | Kristianstad Arena | Druga szansa (Andra chansen) |
| 10 marca  | Sztokholm    | Friends Arena      | Finał                        |

## Półfinały

### Półfinał 1
Pierwszy półfinał odbył się 3 lutego 2018 w Löfbergs Arena w Karlstad.
| L.p. | Artysta           | Piosenka                   | Autorzy                                                                                        | Liczba głosów | Liczba głosów | Liczba głosów | Miejsce | Rezultat     |
| L.p. | Artysta           | Piosenka                   | Autorzy                                                                                        | Runda 1       | Runda 2       | Razem         | Miejsce | Rezultat     |
| ---- | ----------------- | -------------------------- | ---------------------------------------------------------------------------------------------- | ------------- | ------------- | ------------- | ------- | ------------ |
| 1    | Sigrid Bernson    | „Patrick Swayze”           | Andrej Kamnik, Josefin Glenmark, Peg Parnevik, Sigrid Bernson                                  | 951,260       | 92,476        | 1,043,736     | 4       | Druga szansa |
| 2    | John Lundvik      | „My Turn”                  | Anna-Klara Folin, John Lundvik, Jonas Thander                                                  | 1,048,501     | 103,632       | 1,152,153     | 2       | Finał        |
| 3    | Renaida           | „All the Feels”            | Laurell Barker, Jon Hällgren, Peter Barringer, Lukas Hällgren                                  | 1,037,549     | 89,358        | 1,126,907     | 3       | Druga szansa |
| 4    | Edward Blom       | „Livet på en pinne”        | Edward Blom, Thomas G:son, Stefan Brunzell, Kent Olsson                                        | 801,616       | 63,826        | 865,442       | 5       | Odpadł       |
| 5    | Kikki Danielsson  | „Osby Tennessee”           | Sulo Karlsson, Kikki Danielsson                                                                | 555,466       | —             | 555,466       | 7       | Odpadła      |
| 6    | Kamferdrops       | „Solen lever kvar hos dig” | Herbert Trus, Danne Attlerud, Martin Klaman, Krstoffer Tømmerbakke, Erik Smaaland, Kamferdrops | 555,778       | —             | 555,778       | 6       | Odpadła      |
| 7    | Benjamin Ingrosso | „Dance You Off”            | Benjamin Ingrosso, MAG, Louis Schoorl, K Nita                                                  | 1,184,738     | 110,417       | 1,295,155     | 1       | Finał        |

Legenda:
     Uczestnicy, którzy awansowali do finału
     Uczestnicy, którzy trafili do drugiej szansy

### Półfinał 2
Drugi półfinał odbył się 10 lutego 2018 w Scandinavium w Göteborgu.
| L.p. | Artysta           | Piosenka            | Autorzy                                                                           | Liczba głosów | Liczba głosów | Liczba głosów | Miejsce | Rezultat     |
| L.p. | Artysta           | Piosenka            | Autorzy                                                                           | Runda 1       | Runda 2       | Razem         | Miejsce | Rezultat     |
| ---- | ----------------- | ------------------- | --------------------------------------------------------------------------------- | ------------- | ------------- | ------------- | ------- | ------------ |
| 1    | Samir & Viktor    | „Shuffla”           | Andreas „Stone” Johansson, Denniz Jamm, Costa Leon, Samir Badran, Viktor Frisk    | 1,166,434     | 70,629        | 1,237,063     | 1       | Finał        |
| 2    | Ida Redig         | „Allting som vi sa” | Yvonne Dahlbom, Jesper Welander, Ida Redig                                        | 721,817       | 57,707        | 779,524       | 5       | Odpadła      |
| 3    | Jonas Gardell     | „Det finns en väg”  | Calle Kindbom, Jonas Gardell, Mats Tärnfors                                       | 490,911       | —             | 490,911       | 7       | Odpadł       |
| 4    | Margaret          | „In My Cabana”      | Anderz Wrethov, Linnea Deb, Arash Labaf, Robert Uhlmann                           | 805,016       | 60,198        | 865,214       | 3       | Druga szansa |
| 5    | Stiko Per Larsson | „Titta vi flyger”   | Stiko Per Larsson, Emil Rotsjö                                                    | 529,194       | —             | 529,194       | 6       | Odpadł       |
| 6    | Mimi Werner       | „Songburning”       | Göran Werner, Mimi Werner, Niki Niki, Carl Varga, Johan Åsgärde, Oliver Lundström | 744,801       | 67,923        | 812,724       | 4       | Druga szansa |
| 7    | Liamoo            | „Last Breath”       | Liam Cacatian Thomassen, Morten Thorhauge, Peter Bjørnskov, Lene Dissing          | 1,051,127     | 100,136       | 1,151,263     | 2       | Finał        |

Legenda:
     Uczestnicy, którzy awansowali do finału
     Uczestnicy, którzy trafili do drugiej szansy

### Półfinał 3
Trzeci półfinał odbył się 17 lutego 2018 w Malmö Arena w Malmö.
| L.p. | Artysta                      | Piosenka           | Autorzy                                                                 | Liczba głosów | Liczba głosów | Liczba głosów | Miejsce | Rezultat     |
| L.p. | Artysta                      | Piosenka           | Autorzy                                                                 | Runda 1       | Runda 2       | Razem         | Miejsce | Rezultat     |
| ---- | ---------------------------- | ------------------ | ----------------------------------------------------------------------- | ------------- | ------------- | ------------- | ------- | ------------ |
| 1    | Martin Almgren               | „A Bitter Lullaby” | Josefin Glenmark, Märta Grauers                                         | 850,684       | 93,848        | 944,532       | 1       | Finał        |
| 2    | Barbi Escobar                | „Stark”            | Barbi Escobar, Costa Leon, Andreas ”Stone” Johansson                    | 426,768       | —             | 426,768       | 7       | Odpadła      |
| 3    | Moncho                       | „Cuba Libre”       | Jimmy Jansson, David Strääf, Markus Videsäter, Axel Schylström, Moncho  | 569,210       | 46,859        | 616,069       | 4       | Druga szansa |
| 4    | Jessica Andersson            | „Party Voice”      | Fredrik Kempe, David Kreuger, Niklas Carson Mattsson, Jessica Andersson | 788,787       | 102,041       | 890,828       | 2       | Finał        |
| 5    | Kalle Moraeus i Orsa Spelmän | „Min dröm”         | Thomas G:son, Alexzandra Wickman                                        | 537,891       | 58,589        | 596,480       | 5       | Odpadli      |
| 6    | Dotter                       | „Cry”              | Linnea Deb, Peter Boström, Thomas G:son, Johanna Jansson                | 511,718       | —             | 511,718       | 6       | Odpadła      |
| 7    | Méndez                       | „Everyday”         | Leopoldo Mendez, Jimmy Jansson, Palle Hammarlund                        | 701,557       | 91,553        | 793,110       | 3       | Druga szansa |

Legenda:
     Uczestnicy, którzy awansowali do finału
     Uczestnicy, którzy trafili do drugiej szansy

### Półfinał 4
Czwarty półfinał odbył się 24 lutego 2018 w Fjällräven Center w Örnsköldsvik.
| L.p. | Artysta           | Piosenka           | Autorzy                                                            | Liczba głosów | Liczba głosów | Liczba głosów | Miejsce | Rezultat     |
| L.p. | Artysta           | Piosenka           | Autorzy                                                            | Runda 1       | Runda 2       | Razem         | Miejsce | Rezultat     |
| ---- | ----------------- | ------------------ | ------------------------------------------------------------------ | ------------- | ------------- | ------------- | ------- | ------------ |
| 1    | Emmi Christensson | „Icarus”           | Thomas G:son, Christian Schneider, Andreas Hedlund, Sara Biglert   | 541,494       | —             | 541,494       | 6       | Odpadła      |
| 2    | Elias Abbas       | „Mitt paradis”     | Anderz Wrethov, Hamed „K-One” Pirouzpanah, Sami Rekik              | 605,644       | 39,845        | 645,489       | 5       | Odpadł       |
| 3    | Felicia Olsson    | „Break That Chain” | Bobby Ljunggren, Kristian Lagerström, Henrik Wikström, Joy Deb     | 536,504       | —             | 536,504       | 7       | Odpadła      |
| 4    | Rolandz           | „Fuldans”          | Fredrik Kempe, David Kreuger, Robert Gustafsson, Regina Hedman     | 737,996       | 80,005        | 818,001       | 2       | Finał        |
| 5    | Olivia Eliasson   | „Never Learn”      | Anton Ewald, Jonas Wallin, Trond Smeplass                          | 601,932       | 46,425        | 648,357       | 4       | Druga szansa |
| 6    | Felix Sandman     | „Every Single Day” | Noah Conrad, Tony Ferrari, Parker James, Jake Torry, Felix Sandman | 693,167       | 70,118        | 763,285       | 3       | Druga szansa |
| 7    | Mariette          | „For You”          | Jörgen Elofsson                                                    | 816,976       | 84,609        | 901,585       | 1       | Finał        |

Legenda:
     Uczestnicy, którzy awansowali do finału
     Uczestnicy, którzy trafili do drugiej szansy

## Druga szansa
Koncert drugiej szansy odbył się 3 marca 2018 w Kristianstad Arena w Kristianstad.
| Duet | L.p.            | Artysta            | Piosenka | Liczba głosów | Rezultat |
| ---- | --------------- | ------------------ | -------- | ------------- | -------- |
| I    |                 |                    |          |               |          |
| 1    | Margaret        | „In My Cabana”     | 877,351  | Finał         |          |
| 2    | Moncho          | „Cuba Libre”       | 602,941  | Odpadł        |          |
| II   |                 |                    |          |               |          |
| 1    | Renaida         | „All the Feels”    | 884,188  | Finał         |          |
| 2    | Olivia Eliasson | „Never Learn”      | 682,801  | Odpadła       |          |
| III  |                 |                    |          |               |          |
| 1    | Felix Sandman   | „Every Single Day” | 868,152  | Finał         |          |
| 2    | Mimi Werner     | „Songburning”      | 583,305  | Odpadła       |          |
| IV   |                 |                    |          |               |          |
| 1    | Sigrid Bernson  | „Patrick Swayze”   | 741,226  | Odpadła       |          |
| 2    | Méndez          | „Everyday”         | 767,551  | Finał         |          |

Legenda:
     Uczestnicy, którzy awansowali do finału

## Finał
Finał odbył się 10 marca 2018 w Friends Arena w Solnie w Sztokholmie.
| L.p. | Artysta           | Piosenka           | Jurorzy | Widzowie      | Widzowie | Widzowie | Razem | Miejsce |
| L.p. | Artysta           | Piosenka           | Jurorzy | Liczba głosów | Procent  | Punkty   | Razem | Miejsce |
| ---- | ----------------- | ------------------ | ------- | ------------- | -------- | -------- | ----- | ------- |
| 1    | Méndez            | „Everyday”         | 2       | 1,351,896     | 9,7%     | 62       | 64    | 12      |
| 2    | Renaida           | „All the Feels”    | 30      | 1,116,740     | 8,0%     | 51       | 81    | 9       |
| 3    | Martin Almgren    | „A Bitter Lullaby” | 43      | 899,049       | 6,4%     | 41       | 84    | 8       |
| 4    | John Lundvik      | „My Turn”          | 66      | 1,349,766     | 9,6%     | 62       | 128   | 3       |
| 5    | Jessica Andersson | „Party Voice”      | 33      | 809,292       | 5,8%     | 37       | 70    | 11      |
| 6    | Liamoo            | „Last Breath”      | 52      | 1,171,247     | 8,4%     | 53       | 105   | 5       |
| 7    | Samir & Viktor    | „Shuffla”          | 54      | 1,314,016     | 9,4%     | 60       | 104   | 6       |
| 8    | Mariette          | „For You”          | 64      | 1,080,536     | 7,7%     | 49       | 113   | 4       |
| 9    | Felix Sandman     | „Every Single Day” | 94      | 1,401,767     | 10,0%    | 64       | 158   | 2       |
| 10   | Margaret          | „In My Cabana”     | 62      | 904,893       | 6,5%     | 41       | 103   | 7       |
| 11   | Benjamin Ingrosso | „Dance You Off”    | 114     | 1,469,808     | 10,5%    | 67       | 181   | 1       |
| 12   | Rolandz           | „Fuldans”          | 24      | 1,124,955     | 8,0%     | 51       | 75    | 10      |

| Głosy jurorów | Głosy jurorów      | Głosy jurorów | Głosy jurorów | Głosy jurorów | Głosy jurorów | Głosy jurorów | Głosy jurorów | Głosy jurorów | Głosy jurorów   | Głosy jurorów | Głosy jurorów | Głosy jurorów | Głosy jurorów |
| L.p. | Piosenka           | Polska        | Albania       | Islandia      | Włochy        | Cypr          | Australia     | Gruzja        | Wielka Brytania | Armenia       | Francja       | Portugalia    | Suma          |
| --- | ------------------ | ------------- | ------------- | ------------- | ------------- | ------------- | ------------- | ------------- | --------------- | ------------- | ------------- | ------------- | ------------- |
| 1 | „Everyday”         |               |               |               |               |               | 1             |               |                 |               | 1             |               | 2             |
| 2 | „All the Feels”    | 3             |               |               |               | 2             | 6             |               |                 | 8             | 8             | 3             | 30            |
| 3 | „A Bitter Lullaby” | 2             | 8             | 3             | 2             |               | 7             | 6             | 6               | 1             | 6             | 2             | 43            |
| 4 | „My Turn”          | 7             | 3             | 8             | 6             | 4             | 8             | 10            | 10              | 5             | 4             | 1             | 66            |
| 5 | „Party Voice”      | 1             | 5             | 1             | 7             | 3             | 3             | 4             | 3               |               |               | 6             | 33            |
| 6 | „Last Breath”      | 8             | 4             | 4             | 1             | 5             | 2             | 2             | 5               | 7             | 7             | 7             | 52            |
| 7 | „Shuffla”          | 5             | 6             | 5             | 10            | 6             |               | 1             | 12              | 4             |               | 5             | 54            |
| 8 | „For You”          | 4             | 7             | 6             | 5             | 8             | 5             | 7             | 2               | 10            | 2             | 8             | 64            |
| 9 | „Every Single Day” | 6             | 1             | 12            | 8             | 10            | 10            | 12            | 7               | 6             | 12            | 10            | 94            |
| 10 | „In My Cabana”     | 12            | 10            | 7             | 3             | 7             |               | 5             | 8               | 3             | 3             | 4             | 62            |
| 11 | „Dance You Off”    | 10            | 12            | 10            | 12            | 12            | 12            | 8             | 4               | 12            | 10            | 12            | 114           |
| 12 | „Fuldans”          |               | 2             | 2             | 4             | 1             | 4             | 3             | 1               | 2             | 5             |               | 24            |
| Członkowie międzynarodowej komisji jurorskiej |                    |               |               |               |               |               |               |               |                 |               |               |               |               |
| - – Mateusz Grzesiński - – Kleart Duraj - – Felix Bergsson - – Nicola Caligiore - – Klitos Klitou - – Stephanie Werrett - – Nodiko Tatiszwili - – Simon Proctor - – Anush Ter-Ghukasyan - – Bruno Berberes - – Gonçalo Madail |                    |               |               |               |               |               |               |               |                 |               |               |               |               |

Legenda:
     Zdobywca pierwszego miejsca
     Zdobywca drugiego miejsca
     Zdobywca trzeciego miejsca